# THIS IS IT (曲)
「THIS IS IT（）」は、マイケル・ジャクソンとポール・アンカの共作による楽曲。初出は楽曲名「I Never Heard」として、1991年発売のSa-Fireのアルバム『I Wasn't Born Yesterday』に収録。
ジャクソンの楽曲としては、没後初めて公開された作品であり、2009年10月12日に全世界に向けて公式ウェブサイトで公開配信された。発売元のエピック・レコードからはシングル発売予定とアナウンスされていたが、シングル販売はキャンセルされアルバム販促のプロモーション配信のみに終わった。同名の映画『マイケル・ジャクソン THIS IS IT』のサウンドトラック、『マイケル・ジャクソン THIS IS IT』にアルバム・ヴァージョンとオーケストラ・ヴァージョンの2トラックが収録されている。同映画ではエンドクレジットで使用されている。
2010年度の第53回グラミー賞にて「最優秀男性ポップボーカル」にノミネートされた。

## 楽曲の経緯
本楽曲は、お蔵入りになったらしきテープに、新たにザ・ジャクソンズのバックコーラスと新しいオーケストラ編曲を付けて完成したものである。ただ、この楽曲が、いつ制作されたかなどはソニー内部でもはっきり分からず『Dangerous』と同時期くらいではないかと判断していたが、楽曲的に『Off The Wall』の時期という話もあった。
ところが、10月12日に楽曲が解禁されると、この作品はプエルトリコ人歌手Sa-Fireが1991年に発表した「I Never Heard」と同じ楽曲ではないかという疑惑が発生する。
これに呼応する形で、この楽曲で共同制作者としてクレジットされていたポール・アンカが「これは元々、1983年にマイケルとのデュエット曲として制作したものだ」と抗議し、直ちに遺産管理人がアンカに謝罪した。 
この後、アンカに著作権の50%と、印税の公平な分配がされた。もともとはジャクソンが、アンカのスタジオからデモテープを持ち帰ってしまったからだという。この「I Never Heard」という曲はポールのアルバム「Walk A Fine Line」にジャクソンとのデュエット曲として、収録されるものだった。しかし、『Thriller』の人気などでジャクソンが多忙となり、レコーディングが中断されてしまった。
この件についてアンカは、「悪意があったとは思わない。うっかりミスだろう。(I don't think that anybody tried to do the wrong thing. It was an honest mistake.)」と語っている。

## 楽曲参加者
以下のアーティストがこの楽曲に参加している。
- リード・ヴォーカル：マイケル・ジャクソン
- バックグラウンド・ヴォーカル：ジャクソンズ
- ベース：アルヴィン・チーア
- ピアノ：グレッグ・フィリンゲインズ
- ギター：ポール・ジャクソン・ジュニア
- パーカッション：ラファエル・パディラ

## ミュージックビデオ
同年の12月27日に、スパイク・リー監督による公式ミュージックビデオが公開された。製作にあたりリーはジャクソンの伝説的なキャリアに対する賛辞を込め、ジャクソンが生まれたゲーリーの生家への看板から始まり、幼少期、青年期、壮年期と彼の生涯を振り返るような内容となっている。